# Dazsta
Dazsta（ダズステーション、1996年4月18日 - ）は、日本の作曲家、編曲家、音楽プロデューサー、DJ。

## 来歴
北海道出身。
2015年 本格的に音楽活動を始め、Dance Music、Bass Music、EDMを制作する。
2017年 海外レーベルよりシングルリリースし、実績を重ねる。
2019年 メジャーリリースを盛んに行うようになり、Da-iCEに楽曲提供。6月6日発売のベスト・アルバム"Da-iCE BEST"収録曲「イチタスイチ」が同作のタイトルチューンになる。同年、Miley Ray Cyrusのフィーチャリング等で知られる世界的音楽プロデューサーBorgoreが務める音楽レーベル"Buygore Records"から「No Chill - EP」をリリース。
2020年 ジャニーズ事務所（現：SMILE-UP.）所属男性アイドルグループKis-My-Ft2の北山宏光・藤ヶ谷太輔のユニット曲「バクテリア」の楽曲制作をWHITE JAMのSHIROSEと行う。
その後、日本の最重要ネットレーベル"TREKKIE TRAX"より「Brain Trip」をリリース。SlushiiやJAUZに楽曲をサポートされる。音楽ゲームにも楽曲を書き下ろしており、KONAMIの人気音楽ゲーム "beatmania IIDX 27 HEROIC VERSE" に「Drop It」を書き下ろす。なお音楽ゲームへの楽曲提供はこれが初。
2021年 昨年に続き、"beatmania IIDX 28 BISTROVER"に「Rowdy」を書き下ろす。
同年4月18日に「Airy High - EP」をリリースし、iTunes Storeのエレクトロニックチャート1位を獲得。コナミアミューズメントのBEMANIシリーズ第3弾として登場した音楽シミュレーションゲーム、"Dance Dance Revolution A20 PLUS"に「Next Phase」を書き下ろす。
GANMIとのフィーチャリング曲「ALL EYES - GANMI feat. Dazsta」をSony Musicよりリリース。
2022年 Flux Pavilion主宰の音楽レーベル"Circus Records"と契約。同年「Night Sky - EP」をリリース。同年10月、"beatmania IIDX 30 RESIDENT"に「Rewind Time」を書き下ろす。beatmaniaへの提供は2020年、2021年に引き続き3曲目となる。
2023年 2020年に自身が作曲・編曲を手掛けた「Tattoo feat. WHITE JAM」のPVがYouTube総再生回数1,000万回を突破。

## 人物
表記が"Dazsta"の為、"ダズスタ"と読み間違えられることが多いが、正しい読み仮名は"ダズステーション"である。
名前の由来は音楽を始めるきっかけとなったアーティストbanvoxがリリースしている曲名「Instinct Dazzling Starlight」からきている。

## リリース
※サブスク配信順
2017年
- 「Dazzling Glass」
- 「Devil That Never DiE」
- 「Sonic New Day」

2018年
- 「Monster Evolution - EP」
- 「Now Arise」
- 「Azure Night Illusion - EP」
- 「Loco（Dazsta Remix）」
- 「Uninvited」
- 「Ghost Panic」

2019年
- 「Evil Eyes - EP」
- 「Eternal」
- 「Degenerate - EP」
- 「Envy Alive」
- 「Next Colors（Original Mix）」
- 「Moon Light」
- 「Next Extinction - EP」
- 「No Chill - EP」

2020年
- 「Drop It」
- 「Drop It（Extended Mix）」
- 「The Last Move」
- 「Bad Girls」
＊Yoshiaki Matsumotoとの共作
- 「Killing Time」
＊Shynee,Nightbirdとの共作
- 「Lost It All / Switch It Up」
- 「Hold on Tight」
- 「Dirty Work」
- 「Nightfall」
＊iso:Rとの共作

2021年
- 「Rowdy」
- 「Rowdy（Extended Mix）」
- 「Airy High - EP」
- 「Next Phase」

2022年
- 「Infinity feat. Arriell Zanthe」
- 「caramel」
＊John Livreとの共作
- 「deep blue（Dazsta Remix）」
＊TANA,Zuiceとの共作
- 「Stay Focus」
＊GUD NEIVERとの共作
- 「Twilight Smoke」
- 「Night Sky - EP」

2023年
- 「Acid Mode」
- 「Rewind Time」
- 「Rewind Time（Long Version）」
- 「Keep It 27」

## 提供・参加作品
※アーティスト名は五十音順、楽曲は正式リリース順。
注：CD発売日、サブスク配信、YouTube公開日のいずれかで1番フル公開が早い日付を正式リリース日とする。
ア行
- あほの坂田。（浦島坂田船）
  - 「ハッキング」（作曲・編曲）

- あんさんぶるスターズ!!流星隊
  - 「僕らのステラ」（作曲・編曲）

- unders7
  - 「おもちゃ箱の宝物」（作曲）

- 伊藤千由李
  - 「引っ越し」（編曲）
  - 「やみまくり3時」（作曲・編曲）

- 浦島坂田船
  - 「月夜」(作曲・編曲）

- うらたぬき（浦島坂田船）
  - 「スーパーダーリン」（作曲・編曲）
＊サブスク未配信曲
  - 「Bad end」（作曲・編曲）
＊サブスク未配信曲
  - 「Jasmine」（作曲・編曲）

- うらたぬき＆センナ（浦島坂田船）
  - 「Delicious」（作曲・編曲）

- lol
  - 「Colorless」（編曲）

カ行
- GASHIMA
  - 「I'm back 2」（作曲・編曲・Mixing）

- GANMI
  - 「Arigato feat. WHITE JAM」（作曲・編曲）
  - 「60％ feat. GASHIMA」（作曲・編曲）
  - 「THANK YOU feat. WHITE JAM」（作曲・編曲）
  - 「I'm Sorry feat. WHITE JAM」（作曲・編曲）
  - 「SOCIAL GOOD STANCE feat. Dazsta」（作曲・編曲）
  - 「Dream Like Flavor（GANMI Remix）」
  - 「ハイタッチ feat. WHITE JAM」（作曲・編曲）
  - 「ALL EYES feat. Dazsta」（作曲・編曲）
  - 「青春は水びたし」（作曲・編曲）
  - 「On Fire feat. Dazsta」（作曲・編曲）

- Kis-My-Ft2
  - 「バクテリア」（作曲・編曲）
＊北山宏光・藤ヶ谷太輔ユニット曲

- キミのガールフレンド
  - 「恋するMerry go round」（Mixing）

- CoLoN:
  - 「君と歩くシンデレラストーリー」(作曲・編曲）

サ行
- シユイ
  - 「麗春花」（編曲）
＊テレビ朝日系全国放送「musicるTV」7月度OPテーマ

- 十五少女
  - 「キミノイル世界線 feat. another anima」（作曲・編曲）

- SHIROSE
  - 「ワガママ」（Bass）
  - 「Tattoo feat. WHITE JAM」（作曲・編曲）
  - 「磁石」（作曲・編曲）
  - 「彼女にしか見せないタトゥー」（作曲・編曲）
  - 「Perfect（Self cover） [feat. WHITE JAM」（編曲）
  - 「アルコールと、セックスと、けいれん。」（編曲）
  - 「CHUDOKU（Self cover）」（サウンドデザイン）
  - 「ワクチン feat. WHITE JAM」（作曲・編曲）
  - 「Boyfriend」（作曲・編曲）
  - 「K.I.S.S. feat. GASHIMA」（作曲・編曲）
  - 「俺に沼れ」（作曲・編曲）

- SOLIDEMO
  - 「Precious one」（編曲）

タ行
- Da-iCE
  - 「イチタスイチ」（作曲・編曲）
＊"Da-iCE BEST"のタイトルチューン
＊日本テレビ系「スッキリ」2019年6月テーマソング[11]

- 手島章斗（SOLIDEMO）
  - 「大好き。」（作曲・編曲）
＊生見愛瑠出演 - Witch's PouchのCMタイアップ曲
  - 「ファスナー」（作曲・編曲）
  - 「好きな人が好きだったプレイリスト」（作曲・編曲）
  - 「Breakout」（編曲）

- Twinkle wink
  - 「グレーナイトトーキョー」（作曲・編曲）

ハ行
- 1つ足りないホワイトボード
  - 「bounce」（作曲・編曲）

- PinkySpice
  - 「落陽に惑う」（Mixing）
  - 「Relight」（作曲・編曲）

- FES☆TIVE
  - 「大将と祭りの恋愛フェスティバル」（編曲）

- 風男塾
  - 「会いたい、会いたい」（作曲・編曲）

- ベリーグッドマン
  - 「Good Time （WHITE JAM Remix）」（編曲）
  - 「Mornin'（WHITE JAM Remix）」（編曲）
  - 「Brand New World（WHITE JAM Remix）」（編曲）

- WHITE JAM
  - 「Solution 8 feat. claquepot」（作詞・作曲）
  - 「オハヨウ -カタカナを叫べ-」（編曲）
  - 「Agare Agare Summer」（編曲）
  - 「ハイタッチ feat. GANMI」（作詞・作曲）
  - 「こっちおいで」（作曲・編曲）
  - 「Dear         ,」（作曲・編曲）
  - 「OHAYO（GANMI Remix）」（作曲・編曲）
＊CD未収録曲
  - 「I'm back」（作曲・編曲）
  - 「Nobody Knows」（作曲・編曲）
  - 「Tokyo 0:00」（作曲・編曲）
  - 「Birthday Song（Remix）」（編曲）
＊CD未収録曲
  - 「好き好きオバケ」（Remix・ミックス）
  - 「解散。休止。人が死ぬニュース。」（Bass）
  - 「I’m back feat. GASHIMA＆SHIROSE」（作曲・編曲）
＊サブスク未配信曲
  - 「MADAMADA」（編曲）
  - 「ビデオ通話」（作曲・編曲）
  - 「Home」（編曲）
  - 「君に染まる」（作曲・編曲）
  - 「夢ゆびきり」（作曲・編曲）
  - 「ルール」（作曲・編曲）
  - 「俺に沼れ（WHITE JAM ver.）」（作曲・編曲）

ヤ行
- やきにくたべこ×Dazsta
  - 「ハニートリックパニック feat. 鏡音リン」（作曲・編曲）
  - 「ハニートリックパニック（Dazsta Remix）」（作曲・編曲）
  - 「ハニートリックパニック feat. たみー」（作曲・編曲）
  - 「LOVERSGAZER feat. 夏色花梨」（作曲・編曲）